# 안드레이 크라우찬카
안드레이 샤르헤예비치 크라우찬카(벨라루스어: Андрэй Сяргеевіч Краўчанка, 러시아어: Андре́й Серге́евич Кра́вченко 안드레이 세르게예비치 크랍첸코[*], 1986년 1월 4일 ~ )는 벨라루스의 육상 선수로 주 종목은 10종경기이다. 베이징에서 열린 2008년 하계 올림픽에서 은메달을 획득했다.

## 생애
호멜주의 미샨카에서 태어난 그는 페트리카우의 마을에서 자랐다. 그의 부모도 체육계에 종사했다. 그의 아버지 세르게이는 그가 소련 방공 부대의 일부였을때, 복합 트랙과 필드 종목에서 군사 챔피언이었고 그의 어머니는 피겨 스케이팅, 배구, 육상을 했다. 그의 부모는 그가 9세때 이혼했다. 그는 호멜의 올림픽 스포츠 기숙 학교에 갔다.

## 올림픽 메달

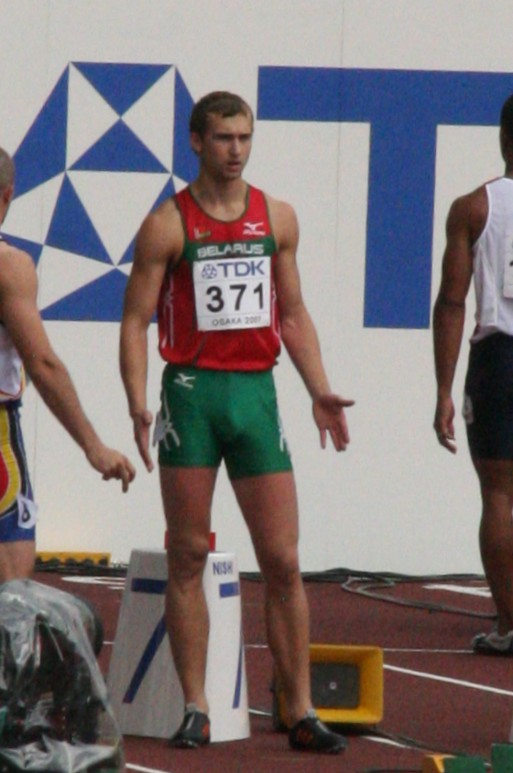
2007년 세계 육상 선수권 대회 당시의 크라우찬카

2007년 세계 육상 선수권 대회에서는 100m 경기에서 부정 출발로 실격 처리되었다.
2008년 8월에 크라우찬카는 베이징시에서 열린 2008년 하계 올림픽 10종경기에서 8551점의 점수로 은메달을 획득했다. 그는 2009년 세계 육상 선수권 대회에서 10위를 했다.